# Betül Cemre Yıldız
Betül Cemre Yıldız (Adapazarı, 16 maggio 1989) è una scacchista e avvocato turca.
Ha ricevuto il titolo di Maestro internazionale femminile nel 2004 e nel 2012 è diventata il primo Grande maestro femminile della Turchia.

## Principali risultati
Nel 2009 è stata 1a–3a con Soumya Swaminathan e Deysi Cori Tello nel campionato del mondo juniores femminile (under-20) di Puerto Madryn (terza per il tie-break).
Dal 2002 al 2019 ha vinto per 13 volte il campionato turco femminile (record del campionato).
Dal 2000 al 2014 ha partecipato con la nazionale femminile turca a 7 edizioni delle olimpiadi degli scacchi. Nelle olimpiadi di Istanbul 2012 ha vinto la medaglia di bronzo per il miglior risultato in seconda scacchiera.
Nel Campionato del mondo femminile del 2010, nel primo turno ha vinto contro Pia Cramling 1,5-0,5, nel secondo turno ha perso contro Marija Muzyčuk 0-2.
Ha studiato legge all'Università Dokuz Eylül di Smirne  ed economia all'Università Anadolu di Eskişehir. Al termine degli studi ha intrapreso la professione di avvocato.
Attualmente è anche insegnante di scacchi in una scuola di scacchi per bambini di Balçova intitolata al suo nome.